# Dimacrodon hottoni
Dimacrodon hottoni — вид терапсид підряду Диноцефали (Dinocephalia). Систематика виду є спірною: одні дослідники відносять вид до аномодонтів, інші- до пелікозаврів. Вид існував у пермському періоді, його скам'янілі рештки знайдені у Техасі, США.